# منتخب الإمارات العربية المتحدة تحت 18 سنة لهوكي الجليد للرجال
منتخب الإمارات العربية المتحدة تحت 18 سنة لهوكي الجليد للرجال هو ممثل الإمارات العربية المتحدة الرسمي في المنافسات الدولية في هوكي الجليد تحت 18 سنة.